# Глузди (Велізький район)
Глузди (рос. Глузды) — присілок Велізького району Смоленської області Росії. Входить до складу Заозерського сільського поселення.
Населення — 4 особи (2007 рік).